# Адміністративний устрій Оратівського району
Адміністративний устрій Оратівського району — адміністративно-територіальний поділ Оратівського району Вінницької області на 1 селищну громаду та 24 сільські ради, які об'єднують 54 населені пункти та підпорядковані Оратівській районній раді. Адміністративний центр — смт Оратів.

## Список громад Немирівського району
| № | Назва                      | Центр      | Населені пункти                                                                                | Площа км² | Місце за площею | Населення (2015), осіб | Місце за населенням |
| - | -------------------------- | ---------- | ---------------------------------------------------------------------------------------------- | --------- | --------------- | ---------------------- | ------------------- |
| 1 | Оратівська селищна громада | смт Оратів | смт Оратів с. Березівка с. Каленівка с. Оратів с. Оратівка с. Прибережне с. Рожична с. Угарове |           |                 | 4855                   |                     |

## Список радОратівського районудо початку адмінреформи
Оратівського району Вінницької області поділявся на 1 селищну та 27 сільських рад, які об'єднують 54 населені пункти та підпорядковані Оратівській районній раді. Адміністративний центр — смт Оратів.
| №  | Назва                          | Центр              | Населені пункти                                     | Площа км² | Місце за площею | Населення (2001), чол. | Місце за населенням |
| -- | ------------------------------ | ------------------ | --------------------------------------------------- | --------- | --------------- | ---------------------- | ------------------- |
| 1  | Оратівська селищна рада        | смт Оратів         | смт Оратів с. Прибережне                            |           |                 |                        |                     |
| 2  | Балабанівська сільська рада    | с. Балабанівка     | с. Балабанівка с. Богданівка с. Лінеччина с. Ступки |           |                 |                        |                     |
| 3  | Великоростівська сільська рада | с. Велика Ростівка | с. Велика Ростівка                                  |           |                 |                        |                     |
| 4  | Животівська сільська рада      | с. Животівка       | с. Животівка                                        |           |                 |                        |                     |
| 5  | Зарудянська сільська рада      | с. Заруддя         | с. Заруддя с. Гоноратка                             |           |                 |                        |                     |
| 6  | Кожанська сільська рада        | с. Кожанка         | с. Кожанка с. Бартошівка                            |           |                 |                        |                     |
| 7  | Кошланівська сільська рада     | с. Кошлани         | с. Кошлани с. Дібровинці                            |           |                 |                        |                     |
| 8  | Лопатинська сільська рада      | с. Лопатинка       | с. Лопатинка с. Тарасівка                           |           |                 |                        |                     |
| 9  | Медівська сільська рада        | с. Медівка         | с. Медівка                                          |           |                 |                        |                     |
| 10 | Новоживотівська сільська рада  | с. Новоживотів     | с. Новоживотів                                      |           |                 |                        |                     |
| 11 | Оратівська сільська рада       | с. Оратів          | с. Оратів                                           |           |                 |                        |                     |
| 12 | Осичнянська сільська рада      | с. Осична          | с. Осична                                           |           |                 |                        |                     |
| 13 | Очитківська сільська рада      | с. Очитків         | с. Очитків с. Люлинці                               |           |                 |                        |                     |
| 14 | Підвисоцька сільська рада      | с. Підвисоке       | с. Підвисоке с. Тарасівка                           |           |                 |                        |                     |
| 15 | Рожичнянська сільська рада     | с. Рожична         | с. Рожична с. Оратівка                              |           |                 |                        |                     |
| 16 | Сабарівська сільська рада      | с. Сабарівка       | с. Сабарівка с. Дівочина                            |           |                 |                        |                     |
| 17 | Скальська сільська рада        | с. Скала           | с. Скала                                            |           |                 |                        |                     |
| 18 | Скоморошківська сільська рада  | с. Скоморошки      | с. Скоморошки с. Вербівка с. Кам'яногірка           |           |                 |                        |                     |
| 19 | Сологубівська сільська рада    | с. Сологубівка     | с. Сологубівка                                      |           |                 |                        |                     |
| 20 | Стрижаківська сільська рада    | с. Стрижаків       | с. Стрижаків с. Синарна                             |           |                 |                        |                     |
| 21 | Угарівська сільська рада       | с. Угарове         | с. Угарове с. Березівка с. Каленівка                |           |                 |                        |                     |
| 22 | Фронтівська сільська рада      | с. Фронтівка       | с. Фронтівка                                        |           |                 |                        |                     |
| 23 | Чагівська сільська рада        | с. Чагів           | с. Чагів с. Мала Ростівка с. Мервин с-ще Чагівське  |           |                 |                        |                     |
| 24 | Чернявська сільська рада       | с. Чернявка        | с. Чернявка с. Ганнівка                             |           |                 |                        |                     |
| 25 | Човновицька сільська рада      | с. Човновиця       | с. Човновиця с. Закриниччя с-ще Озерне с-ще Степове |           |                 |                        |                     |
| 26 | Юшківецька сільська рада       | с. Юшківці         | с. Юшківці                                          |           |                 |                        |                     |
| 27 | Яблуновицька сільська рада     | с. Яблуновиця      | с. Яблуновиця с. Скибин                             |           |                 |                        |                     |
| 28 | Якимівська сільська рада       | с. Якимівка        | с. Якимівка с. Бугаївка                             |           |                 |                        |                     |

Скорочення: м. — місто, с. — село, смт — селище міського типу, с-ще — селище